# Saint-Quentin-Fallavier
Saint-Quentin-Fallavier is een gemeente in het Franse departement Isère (regio Auvergne-Rhône-Alpes). De plaats maakt deel uit van het arrondissement La Tour-du-Pin. Saint-Quentin-Fallavier telde op 1 januari 2022 6.182 inwoners.

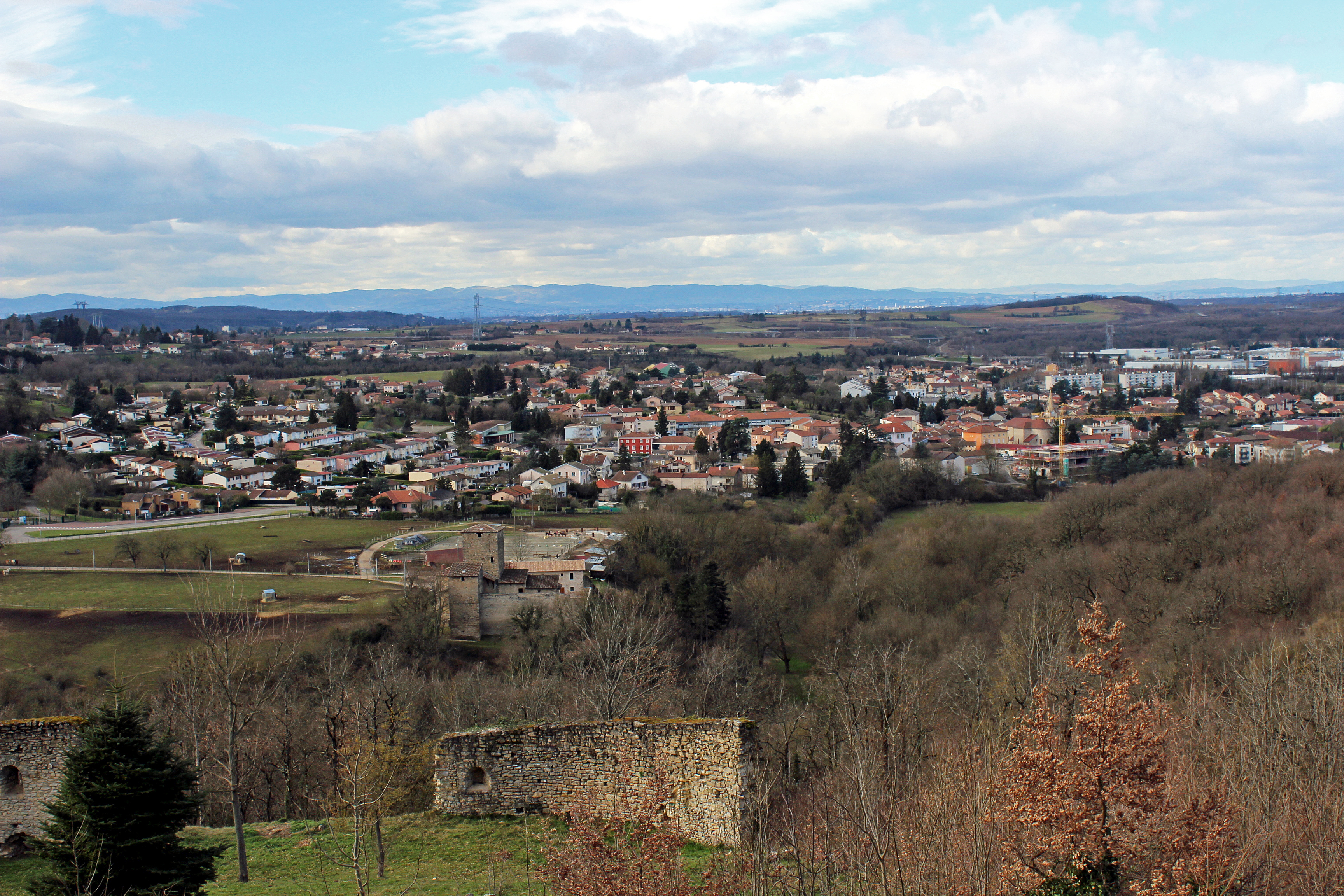
Saint-Quentin-Fallavier
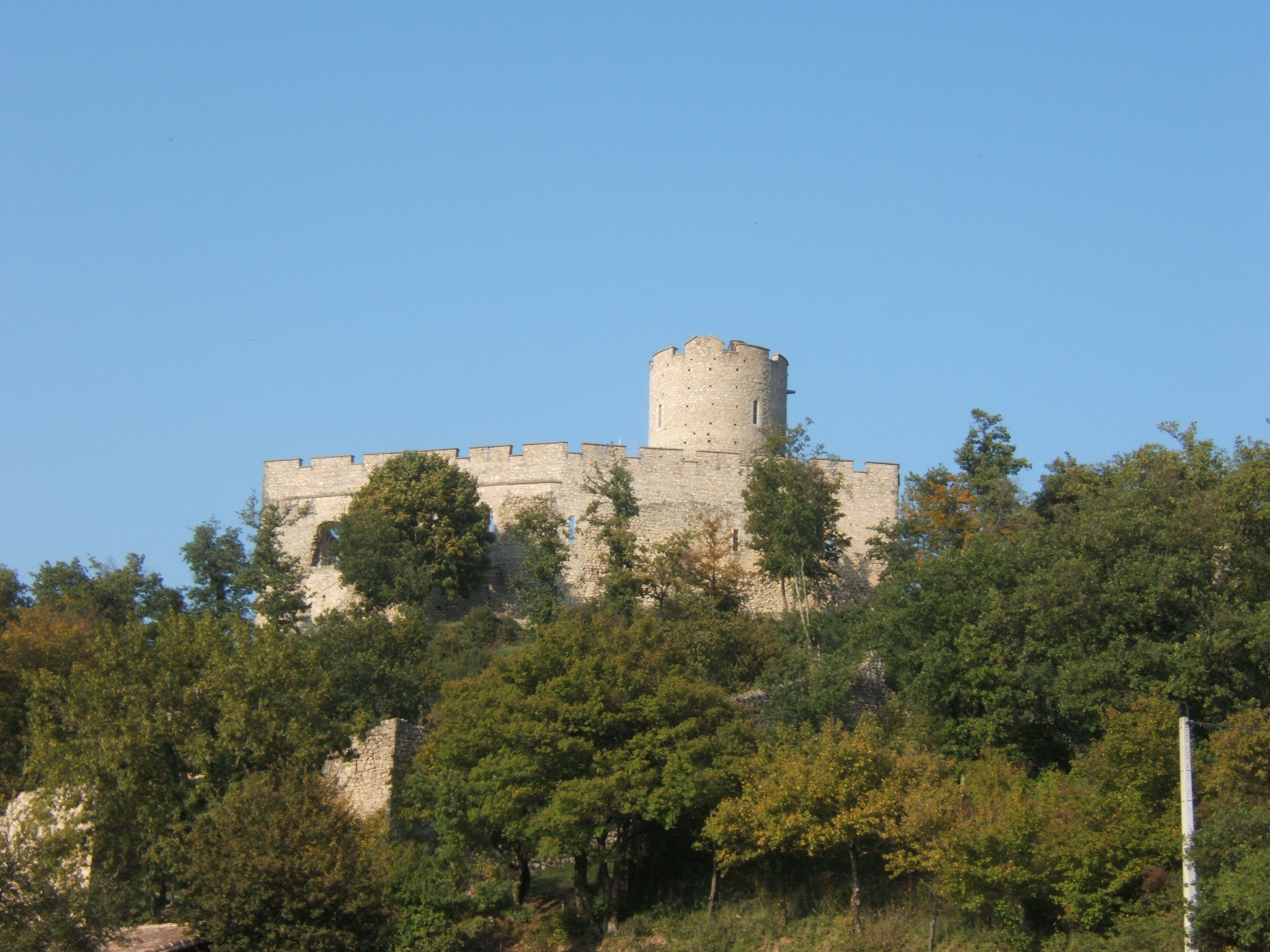
Château de Fallavier
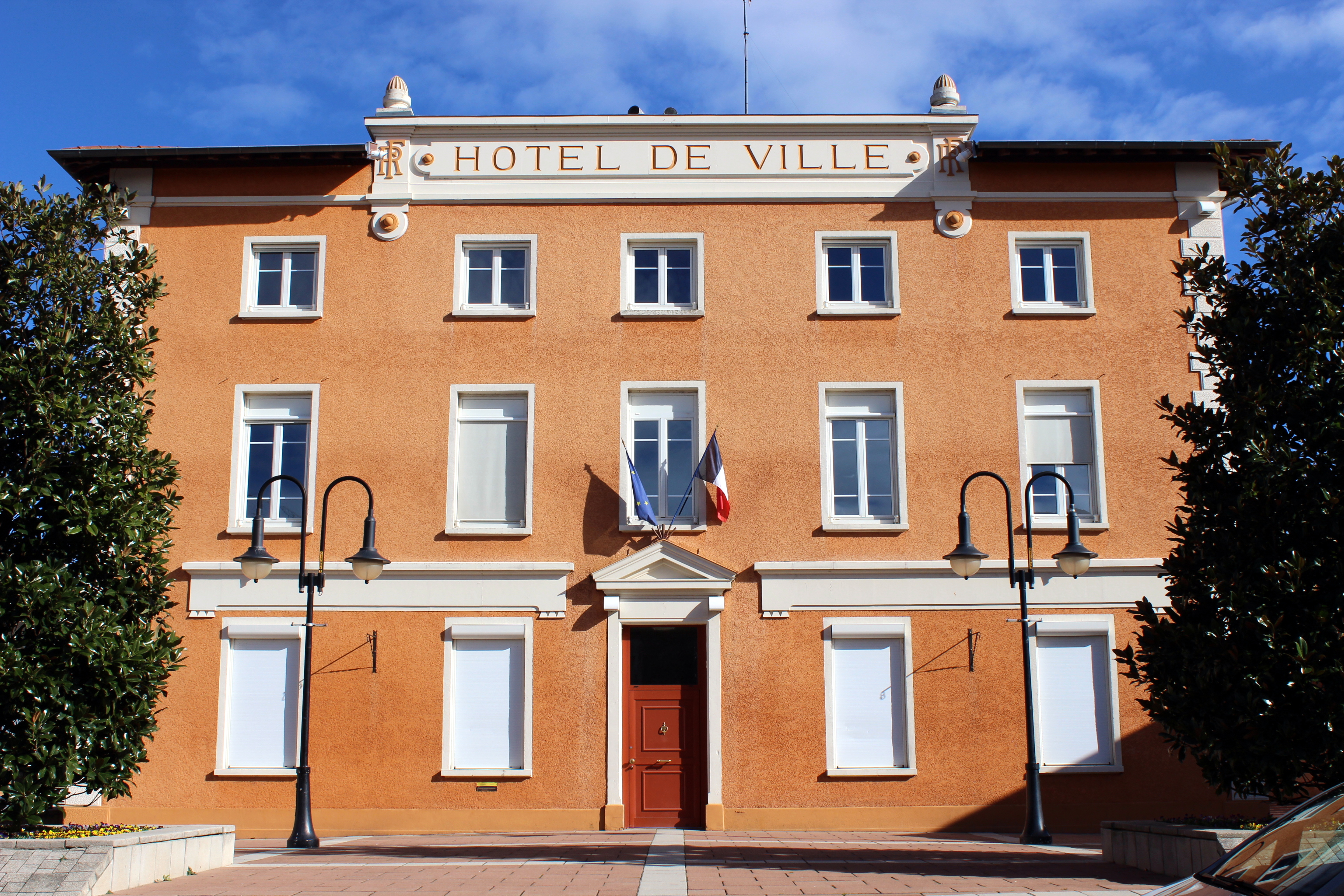
Stadhuis

## Geografie
De oppervlakte van Saint-Quentin-Fallavier bedroeg op 1 januari 2022 22,83 vierkante kilometer; de bevolkingsdichtheid was toen 270,8 inwoners per km².

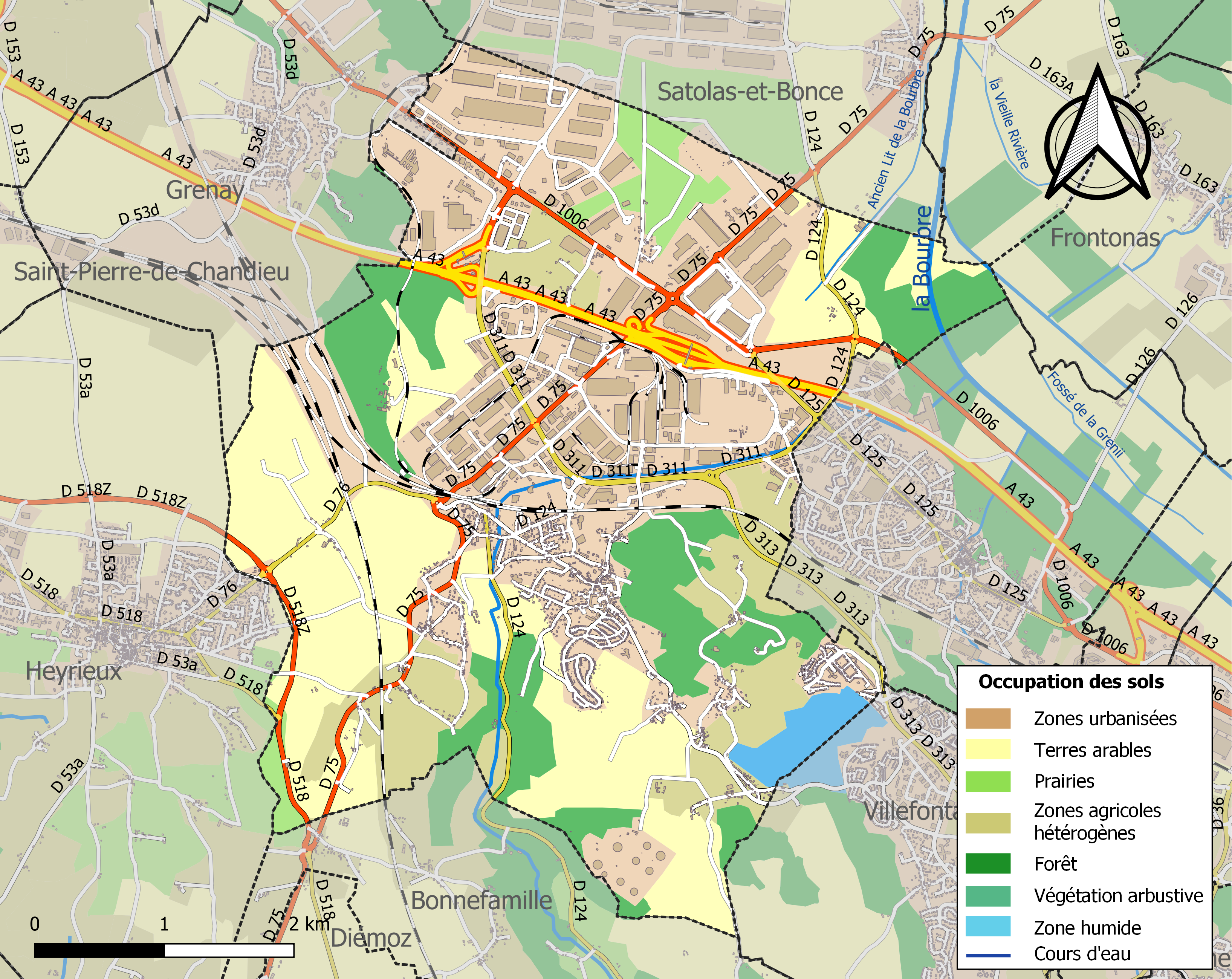
Kaart van de gemeente met de belangrijkste infrastructuur, bodemgebruik en omliggende gemeenten

## Verkeer en vervoer
In de gemeente ligt spoorwegstation Saint-Quentin-Fallavier.

## Terreuraanslag juni 2015
Op 26 juni 2015 werd een aanslag uitgevoerd op het bedrijf Air Products, gelegen op het industrieterrein van het dorp. Een man ramde de poort van het chemicaliënbedrijf met een voertuig en reed in op enkele gasflessen die tot ontploffing kwamen: hierbij vielen twee lichtgewonden. De dader, de 35-jarige Yassin Salhi, werd snel gearresteerd. Inmiddels heeft Salhi zelfmoord gepleegd in de gevangenis.

## Demografie
Onderstaande figuur toont het verloop van het inwonertal (bron: INSEE-tellingen).